# MyCanal
 (juin 2025).
 (mai 2025).
Le service MyCanal faisant suite à Canalplay devenu Canal+ est une plateforme française payante par Internet de vidéo à la demande, service sur abonnement du groupe Canal+, appartenant au groupe Vivendi, lui-même contrôlé par le groupe Bolloré, lancée en décembre 2013. Le service permet d’accéder aux émissions en direct et aux programmes de rattrapage des chaînes de la TNT gratuite française ainsi que des chaînes du groupe Canal+. L'accès au service nécessite un terminal complémentaire de type OTT pour en bénéficier. La plateforme récupère les contenus du service Canalplay à partir de 2017.
L'application Canal+ nécessite un abonnement payant pour certains services. Elle est accessible via différents réseaux et par téléchargement via le Web, les plateformes Windows, iOS, iPadOS, tvOS, macOS, Android et appareils PS4, PS5, Xbox One, Xbox Series, Apple TV ou encore, par les réseaux et terminaux mobiles exploitant Chromecast et AirPlay et précédemment Xbox 360 et Windows Phone. Depuis septembre 2016, la chaîne nationale payante Canal+ est disponible par abonnement, via l'application Canal+. Tous les bouquets commercialisés par le distributeur Canal+ sont accessibles depuis le 15 novembre 2016. Depuis décembre 2017, se subtituant notamment au site Web et à l'application des différentes chaînes, l'application Canal+ retransmet sans supplément d'abonnement, les chaînes CStar, CNews et le programme national C8 jusqu'à sa disparition en mars 2025. 
Après la fermeture du service CanalPlay en 2019, il est remplacé par l'abonnement Canal+ Séries. Fin 2019, l'URL mycanal.fr est migré vers l'adresse Web canalplus.com. 

## Déploiement géographique
L'application Canal+ est accessible en France métropolitaine, en Outre-mer (Guadeloupe, Guyane, La Réunion, Martinique, Mayotte, Nouvelle Calédonie, Saint-Barthélemy, Saint-Martin, Wallis et Futuna, et Polynésie Française), en Afrique francophone, à Monaco, en Andorre, à Haïti, en Pologne, à Maurice, en Suisse, en Autriche, en Slovaquie, en République tchèque, aux Pays-Bas[réf. nécessaire].